# Truszczyny
Truszczyny (niem. Truszczyn, 1942–1945 Heikenwalde) – wieś w Polsce położona w województwie warmińsko-mazurskim, w powiecie działdowskim, w gminie Rybno.

## Historia
Na przełomie XVI i XVII wieku należały do dóbr stołowych biskupów chełmińskich.
Od początku listopada 1906 r. przez dwa miesiące w miejscowej szkole elementarnej trwał strajk dzieci przeciwko nauczaniu religii w języku niemieckim. Z uczestników strajku znane jest tylko jedno nazwisko: B. Ruciński. Strajk był elementem znacznie większej akcji biernego oporu wobec pruskich władz szkolnych, która na przełomie 1906 i 1907 r. objęła ponad 460 (!) szkół w prowincji Prusy Zachodnie, czyli przedrozbiorowe Pomorze Gdańskie, Powiśle, ziemię chełmińską i ziemię lubawską oraz część Krajny. Inspiracją dla strajków pomorskich były wcześniejsze działania dzieci w prowincji wielkopolskiej, ze słynnym strajkiem we Wrześni (1901) na czele.
W latach 1975–1998 miejscowość administracyjnie należała do województwa ciechanowskiego.
Od 2012 roku w Truszczynach funkcjonuje Obserwatorium Astronomiczne, które w 2014 roku wzbogacone zostało o nowy budynek obserwatorium. W Truszczynach ma swoją siedzibę Fundacja Nicolaus Copernicus i Stowarzyszenie "Instytut Ekoprussia". 

## Obserwatorium Astronomiczne w Truszczynach
W Truszczynach znajduje się obserwatorium astronomiczne. Oprócz obserwacji Słońca i nocnego nieba obserwatorium oferuje możliwość zwiedzenia wystawy o Mikołaju Koperniku oraz kolekcji meteorytów, a także obejrzenia filmów o tematyce związanej z badaniami Kosmosu i historią nauki. Na terenie obserwatorium obejrzeć można również jedyną na świecie przenośną miniaturę Układu Słonecznego EXPOM w skali 1:10 000 000 000, autorstwa rzeźbiarza Andrzeja Renesa oraz Roberta Szaj.